# Bartłomiej Bartnicki
Bartłomiej Bartnicki (ur. 26 maja 1981 w Bydgoszczy) – polski zapaśnik, olimpijczyk z Aten 2004. Zawodnik klubu GWIAZDA FIGHT ACADEMY / POLSKA TOP TEAM. Zawodnik mieszanych sztuk walki (MMA) w przeszłości związany z zawodową organizacją PLMMA.

## Osiągnięcia
Zapasy:
- 2000 - 2. miejsce na Mistrzostwach Polski w kategorii 96 kg
- 2001 - 2. miejsce na Mistrzostwach Polski w kategorii 96 kg
- 2003 - 7. miejsce na mistrzostwach świata w kategorii 96 kg
- 2003 - 2. miejsce na Mistrzostwach Polski w kategorii 96 kg
- 2004 - 1. miejsce w Mistrzostwach Polski w kategorii 96 kg
- 2004 - 4. miejsce ma Mistrzostwach Europy w kategorii 96 kg
- 2004 - 11. miejsce ma igrzyskach olimpijskich w Atenach w kategorii 96 kg
- 2005 - 3. miejsce na letniej Uniwersjadzie w kategorii 96 kg
- 2005 - 8. miejsce na mistrzostwach świata w kategorii 96 kg
- 2005 - 2. miejsce na Mistrzostwach Polski w kategorii 96 kg
- 2006 - 2. miejsce na Mistrzostwach Polski w kategorii 96 kg
- 2007 - 9. miejsce na Mistrzostwach Europy w kategorii 96 kg
- 2008 - 11. miejsce na igrzyskach olimpijskich w Pekinie w kategorii do 120 kg

Obecnie zawodnik Górnika Łęczna.

## Lista walk w MMA
| Wynik   | Bilans | Przeciwnik (bilans przed walką) | Rozstrzygnięcie               | Runda | Czas | Rozgrywki                 | Data       | Miejsce     | Uwagi          |
| ------- | ------ | ------------------------------- | ----------------------------- | ----- | ---- | ------------------------- | ---------- | ----------- | -------------- |
| Wygrana | 3-0    | Kacper Dopierała (0-0)          | Poddanie (dźwignia na łokieć) | 1     | 0:18 | PLMMA 54                  | 24.04.2015 | Włocławek   |                |
| Wygrana | 2-0    | Bartłomiej Sudoł (0-0)          | Poddanie (dźwignia na łokieć) | 1     | 2:36 | PLMMA 45: Wielki Finał    | 27.12.2014 | Częstochowa | Debiut w PLMMA |
| Wygrana | 1-0    | Sandor Kiss (1-1)               | Poddanie (kimura)             | 1     | 1:32 | MMAFC - MMA Fighters Klub | 09.11.2013 | Bydgoszcz   | Debiut w MMA   |